# Anfós de taques grogues
L'anfós de taques grogues (Epinephelus timorensis) és una espècie de peix de la família dels serrànids i de l'ordre dels perciformes.
Els mascles poden assolir els 26,5 cm de longitud total.
Es troba a l'est de l'Índic (Austràlia Occidental) i al Pacífic oriental central (Samoa Nord-americana i les Illes Fènix).